# Власов, Максим Сергеевич
Макси́м Серге́евич Вла́сов (род. 11 сентября 1986, Самара, Россия) — российский боксёр-профессионал, выступающий в средней, во второй средней, в полутяжёлой и в первой тяжёлой весовых категориях.
Среди профессионалов бывший двукратный претендент на титул чемпиона мира по версии WBO (2018) в 1-м тяжёлом весе и (2021) в полутяжёлом весе. Бывший чемпион по версиям WBC Silver (2018—2019), WBA International (2016), WBA Continental (2017), IBO Inter-Continental (2016) в 1-м тяжёлом весе.
Бывший чемпион Евразии по версии EBP (2019, 2021—2022), и чемпион по версии WBC Baltic (2014—2015) в полутяжёлом весе.
Бывший чемпион по версиям WBC Asian Boxing Council (2010) и WBC Baltic (2011—2013) во 2-м среднем весе.

## Биография
Максим Власов родился 11 сентября 1986 года в городе Самара. Активно заниматься боксом начал с детства. Учился в школе № 23, всё время увлекался боксом.

## Профессиональная карьера
Подготовку проходит под руководством тренера Виктора Петроченко.
21 апреля 2005 года Максим Власов начал профессиональную карьеру боксёра в среднем весе победив единогласным решением судей соотечественника Кирилла Галузина (0-5). Первые десять профессиональных боёв он провёл в среднем весе (до 72,6 кг), а затем в 2008 году поднялся во второй средний вес (до 76,2 кг).

### Бои во 2-м среднем весе
18 сентября 2010 года победив техническим нокаутом в 7-м раунде Михаила Криницина (9-1-2) завоевал свой первый титул чемпиона Азии по версии WBC Asian Boxing Council во 2-м средний весе.

#### Бой с Айзеком Чилембой
25 февраля 2011 года в Талсе (США), в 20-м своём профессиональном бою, Власов вышел в ринг против опытного малавийца Айзека Чилембы (15-1-1), и несмотря на то что Чилемба дважды побывал в нокдауне в 8-м раунде, Максим Власов получил первое в своей карьере поражение от африканца единогласным решением судей (счёт: 94-95, 92-96, 92-96).

#### Бой с Романом Шкарупа
12 ноября 2011 года победив техническим нокаутом в 3-м раунде украинца Романа Шкарупа (24-2-2) завоевал вакантный титул чемпиона по версии WBC Baltic во 2-м среднем весе и владел этим титулом до 2013 года включительно, проведя в 2012 году одну защиту данного титула.

### Бои в полутяжёлом весе
26 июля 2014 года перешёл в полутяжелый вес (до 79,4 кг) и победив нокаутом в 7-м раунде опытного аргентинца Рубена Акоста Эдуардо (28-9-5) завоевал вакантный титул чемпиона по версии WBC Baltic в полутяжёлом весе.

#### Бой с Хильберто Рамиресом
24 января 2015 года состоялся бой Максима Власова в США с непобеждённым мексиканским боксёром имеющим репутацию нокаутера Хильберто Рамирес Санчесом. Бой проходил в договорном весе до 77,2 кг — близком ко 2-му среднему весу, и был конкурентным, но завершился победой мексиканца единогласным решением судей со счетом 96-94, 97-93, 97-93.

### Бои в 1-м тяжёлом весе
После боя с Хильберто Рамиресом, Власов посчитал, что у него были проблемы с выносливостью из-за сгонки веса и чтобы не гонять вес с октября 2015 года перешёл в более комфортную для себя 1-ю тяжёлую весовую категорию (до 90,72 кг) — выходя на бои в этот период с боевым весом от 85 до 90 кг.

#### Бой с Рахимом Чакхиевым
3 декабря 2016 года нокаутировал в 7 раунде Рахима Чакиева в очень зрелищном поединке. Уже в 1-м раунде Чахкиев был неоднократно потрясён. Во 2-м раунде Рахиму отсчитали нокдаун после короткого удара справа. После этого он мог ещё несколько раз отправиться на настил ринга, однако чудом держался на ногах после потрясений. Всё могло закончиться уже на шестой минуте боя, однако таймкипер почему-то дал гонг за 15 секунд до конца раунда, чем, спас Чахкиева от поражения во 2 раунде. Власов полностью контролировал ход встречи. В 3-м и 4-м раундах Максим взял паузу и дал поработать противнику. В конце относительно спокойного 5-го раунда самарец ещё раз отправил соперника в нокдаун: попал прямым справа в каёмочку. В середине 6-го раунда Чахкиев явил чудо, неожиданно опрокинув фаворита на настил ринга мощным ударом по печени. Несколькими секундами позднее Максим поквитался с обессиленным обидчиком, ещё раз отправив того в нокдаун тычком правой. Потрясающий раунд. В начале 7-й трёхминутки Власов уложил Чакхиева в нокаут серией ударов с обеих рук.

#### Бой с Оланреваджу Дуродолой
3 февраля 2018 года Власов досрочно победил путём отказа противника от продолжения боя в 10-м раунде опытного нигерийца Оланреваджу Дуродолу (27-4) и завоевал вакантный титул чемпиона по версии WBC Silver в 1-м тяжёлом весе.

#### Чемпионский бой с Кшиштофом Гловацким
10 ноября 2018 года в Чикаго (США) участвовал в четвертьфинале турнира World Boxing Super Series 2, в бою за титул временного чемпиона мира по версии WBO в 1-м тяжёлом весе проиграл единогласным решением судей (счёт: 112-115, 110-117, 110-118) бывшему чемпиону мира поляку Кшиштофу Гловацкому (30-1).

### Бои в полутяжёлом весе
После боя с Кшиштофом Гловацким, в мае 2019 года Власов вернулся в полутяжёлый вес (до 79,4 кг), посчитав эту весовую категорию более естественной и выгодной для себя.

#### Бой-реванш с Айзеком Чилембой
20 июля 2019 года в рамках полутяжёлого веса провёл реванш с опытным малавийцем Айзеком Чилембой (25-6-2), одержав победу единогласным решением судей (счёт: 117-110, 116-111 — дважды) и завоевав вакантный титул чемпиона Евразии по версии Eurasian Boxing Parliament в полутяжёлом весе.

#### Чемпионский бой с Джо Смитом младшим
10 апреля 2021 года в городе Талса (США) решение большинства судей (счёт: 114-114, 113-115, 112-115) проиграл американцу Джо Смиту младшему (26-3) конкурентный бой за вакантный титул чемпиона мира по версии WBO в полутяжёлом весе.

#### Бой с Феликсом Валерой
24 декабря 2021 года в Москве (Россия) единогласным решением судей (счёт: 99-87, 100-86 — дважды) победил опытного доминиканца Феликса Валеру (19-4).

#### Бой с Дилмуродом Сатыбалдиевым
27 мая 2022 года в Омске (Россия) досрочно путём отказа от продолжения боя после 6-го раунда проиграл опытному соотечественнику Дилмуроду Сатыбалдиеву (12-2). Власов был в нокдауне в 4-м раунде. Счёт после остановки боя: 58-55, 57-56, 57-57. После окончания боя Максим Власов заявил о завершении боксёрской карьеры.

## Статистика профессиональных боёв
В таблице перечислены результаты всех поединков боксёров.
В каждой строке указан результат поединка. Дополнительно номер поединка обозначен цветом, который обозначает итог поединка. Расшифровка обозначений и цветов представлена в нижеследующей таблице.
| Пример | Расшифровка                     |
| ------ | ------------------------------- |
|        | Победа                          |
|        | Ничья                           |
|        | Поражение                       |
|        | Планируемый поединок            |
|        | Поединок признан несостоявшимся |
| КО     | Нокаут                          |
| ТКО    | Технический нокаут              |
| PTS    | Решение судей (по очкам)        |
| UD     | Единогласное решение судей      |
| MD     | Решение большинства судей       |
| SD     | Раздельное решение судей        |
| RTD    | Отказ от продолжения боя        |
| DQ     | Дисквалификация                 |
| NC     | Поединок признан несостоявшимся |

| 51 поединок, 46 побед (26 нокаутом), 5 поражений. | 51 поединок, 46 побед (26 нокаутом), 5 поражений. | 51 поединок, 46 побед (26 нокаутом), 5 поражений. | 51 поединок, 46 побед (26 нокаутом), 5 поражений.           | 51 поединок, 46 побед (26 нокаутом), 5 поражений. | 51 поединок, 46 побед (26 нокаутом), 5 поражений.                                                                                      |
| Бой                                               | Дата боя                                          | Соперник                                          | Место проведения боя                                        | Раундов, время                                    | Примечание |
| ------------------------------------------------- | ------------------------------------------------- | ------------------------------------------------- | ----------------------------------------------------------- | ------------------------------------------------- | --- |
| 51                                                | 27 мая 2022                                       | Дилмурод Сатыбалдиев (12-2)                       | Хоккейная академия «Авангард», Омск, Омская область, Россия | RTD 6 (10), 3:00                                  | Счёт после остановки боя: 58-55, 57-56, 57-57. Власов в нокдауне в 4-м раунде.                                                         |
| 50                                                | 24 декабря 2021                                   | Феликс Валера (19-4)                              | УСК «Крылья Советов», Москва, Россия                        | UD 10 (10)                                        | Счёт: 99-87, 100-86 (дважды). |
| 49                                                | 10 апреля 2021                                    | Джо Смит-младший (26-3)                           | Osage Casino, Талса, Оклахома, США                          | MD 12 (12)                                        | Счёт: 114-114, 113-115, 112-115. Бой за вакантный титул чемпиона мира по версии WBO в полутяжёлом весе.                                |
| 48                                                | 30 ноября 2019                                    | Эммануэль Марти (15-0)                            | ДС им. Якуба Коблева, Майкоп, Адыгея, Россия                | UD 10 (10)                                        | Счёт: 100-90 (трижды). |
| 47                                                | 20 июля 2019                                      | Айзек Чилемба (2) (25-6-2)                        | Центральная площадь, Геленджик, Россия                      | UD 12 (12)                                        | Счёт: 117-110, 116-111 (дважды). Завоевал вакантный титул чемпиона Евразии по версии Eurasian Boxing Parliament в полутяжёлом весе.    |
| 46                                                | 19 мая 2019                                       | Омар Гарсия (14-1)                                | Краснодар, Россия                                           | TKO 4 (12), 1:53                                  | Бой в полутяжёлом весе. |
| Вернулся в полутяжёлый вес (до 79,4 кг).          |                                                   |                                                   |                                                             |                                                   | |
| 45                                                | 10 ноября 2018                                    | Кшиштоф Гловацкий (30-1)                          | UIC Pavilion, Чикаго, Иллинойс, США                         | UD 12 (12)                                        | Счёт: 112-115, 110-117, 110-118. Бой за титул временного чемпиона мира по версии WBO в 1-м тяжёлом весе. Четвертьфинал турнира WBSS 2. |
| 44                                                | 3 февраля 2018                                    | Оланреваджу Дуродола (27-4)                       | ЛД «Большой», Сочи, Россия                                  | RTD 10 (12), 3:00                                 | Завоевал вакантный титул чемпиона по версии WBC Silver в 1-м тяжёлом весе.                                                             |
| 43                                                | 21 декабря 2017                                   | Викапита Мероро (28-6)                            | УСК «Крылья Советов», Москва, Россия                        | TKO 1 (10), 1:46                                  | |
| 42                                                | 7 сентября 2017                                   | Дентон Дейли (17-1)                               | ЛДС «Кристалл», Саратов, Саратовская область, Россия        | TKO 9 (12), 0:48                                  | Завоевал вакантный титул чемпиона по версии WBA Continental в 1-м тяжёлом весе.                                                        |
| 41                                                | 29 июня 2017                                      | Мусса Аджибу (28-8-5)                             | Москва, Россия                                              | TKO 3 (10), 0:55                                  | |
| 40                                                | 10 марта 2017                                     | Тамаш Лоди (18-8-2)                               | Цирк, Бенидорм, Испания                                     | KO 2 (10), 1:45                                   | |
| 39                                                | 3 декабря 2016                                    | Рахим Чахкиев (26-2)                              | Мегаспорт, Москва, Россия                                   | TKO 7 (12), 0:17                                  | Завоевал вакантный титул WBA International в 1-м тяжёлом весе.                                                                         |
| 38                                                | 14 ноября 2016                                    | Карлос Аилтон Насименто (15-3)                    | Рига, Латвия                                                | TKO 3 (10), 2:12                                  | Завоевал вакантный титул IBO Inter-Continental в 1-м тяжёлом весе.                                                                     |
| 37                                                | 2 июня 2016                                       | Исмаил Силлах (23-2)                              | Москва, Россия                                              | TKO 3 (10), 0:23                                  | |
| 36                                                | 29 апреля 2016                                    | Юрий Быховцев (9-7-2)                             | Корстон Клуб, Москва, Россия                                | UD 10 (10)                                        | Счёт: 100-91, 100-90 (дважды). |
| 35                                                | 21 февраля 2016                                   | Нурулло Мирзаев (10-0-1)                          | БКЗ «Космос», Москва, Россия                                | RTD 1 (10), 3:00                                  | |
| 34                                                | 23 декабря 2015                                   | Илья Рольгейзер (3-1)                             | Клуб «Вольта», Москва, Россия                               | TKO 1 (8), 1:38                                   | |
| 33                                                | 10 октября 2015                                   | Гусмир Пердомо (22-5)                             | El Poliedro, Каракас, Венесуэла                             | UD 6 (6)                                          | Счёт: 59-55, 60-54 (дважды). |
| Перешёл в 1-й тяжёлый вес (до 90,7 кг).           |                                                   |                                                   |                                                             |                                                   | |
| 32                                                | 24 января 2015                                    | Хильберто Рамирес Санчес (30-0)                   | 1stBank Center, Брумфилд, Колорадо, США                     | UD 10 (10)                                        | Счёт: 94-96, 93-97 (дважды). Бой в договорном весе до 77,2 кг — близком ко 2-му среднему весу.                                         |
| 31                                                | 26 июля 2014                                      | Рубен Акоста Эдуардо (28-9-5)                     | Рига, Латвия                                                | KO 7 (10), 1:43                                   | Завоевал вакантный титул чемпиона по версии WBC Baltic в полутяжёлом весе.                                                             |
| Перешёл в полутяжёлый вес (до 79,4 кг).           |                                                   |                                                   |                                                             |                                                   | |
| 30                                                | 15 марта 2014                                     | Деррик Финдли (20-12-1)                           | Окснард, Калифорния, США                                    | UD 8 (8)                                          | Счёт: 80-72, 79-73 (дважды). |
| 29                                                | 5 декабря 2013                                    | Макселл Тейлор (18-5-1)                           | Коста-Меса, Калифорния, США                                 | KO 4 (8), 2:32                                    | |
| 28                                                | 4 ноября 2013                                     | Артем Редько (20-2-3)                             | Баскет-холл, Краснодар, Россия                              | TKO 6 (10), 2:42                                  | |
| 27                                                | 12 июля 2013                                      | Марк Суарес (25-3)                                | Вентура, Калифорния, США                                    | UD 8 (8)                                          | Счёт: 79-73, 80-72 (дважды). |
| 26                                                | 30 декабря 2012                                   | Геард Аетович (21-7-1)                            | ДС «Квант», Троицк, Москва, Россия                          | UD 10 (10)                                        | Счёт: 100-90, 99-92 (дважды). |
| 25                                                | 5 ноября 2012                                     | Хорен Гевор (32-8)                                | ДС «Квант», Троицк, Москва, Россия                          | UD 10 (10)                                        | Счёт: 99-91, 100-90 (дважды). Защитил титул чемпиона по версии WBC Baltic во 2-м среднем весе.                                         |
| 24                                                | 16 марта 2012                                     | Бернард Донфак (14-8-3)                           | Краснодар, Россия                                           | UD 10 (10)                                        | Счёт: 100-88 (трижды). |
| 23                                                | 12 ноября 2011                                    | Роман Шкарупа (24-2-2)                            | Кохтла-Ярве, Эстония                                        | TKO 3 (10), 2:15                                  | Завоевал вакантный титул чемпиона по версии WBC Baltic во 2-м среднем весе.                                                            |
| 22                                                | 25 сентября 2011                                  | Гасан Гасанов (3-0)                               | Краснодар, Россия                                           | RTD 1 (8), 3:00                                   | |
| 21                                                | 1 июля 2011                                       | Геннадий Максимов (3-3)                           | Тольятти, Россия                                            | UD 8 (8)                                          | Счёт: 80-70, 80-72, 80-73. |
| 20                                                | 25 февраля 2011                                   | Айзек Чилемба (15-1-1)                            | Талса, Оклахома, США                                        | UD 10 (10)                                        | Счёт: 94-95, 92-96 (дважды). Чилемба дважды в нокдауне в 8-м раунде.                                                                   |
| 19                                                | 18 сентября 2010                                  | Михаил Криницин (9-1-2)                           | ДС «Узбекистон», Ташкент, Узбекистан                        | TKO 7 (12)                                        | Завоевал вакантный титул чемпиона по версии WBC Asian Boxing Council во 2-м среднем весе.                                              |
| 18                                                | 18 июня 2010                                      | Джерсон Равело (20-4)                             | Эйрвэй-Хейтс, Вашингтон, США                                | TKO 3 (10), 1:12                                  | |
| 17                                                | 27 апреля 2010                                    | Василий Кондор (18-10-1)                          | ДС «Юбилейный», Санкт-Петербург, Россия                     | TKO 3 (8), 2:39                                   | |
| 16                                                | 12 февраля 2010                                   | Джулиус Фогл (15-1)                               | Pechanga Resort & Casino, Темекьюла, США                    | KO 1 (8), 2:42                                    | |
| 15                                                | 28 ноября 2009                                    | Нодир Икрамов (1-1)                               | Самара, Россия                                              | RTD 5 (8), 3:00                                   | |
| Бои во 2-м среднем весе (до 76,2 кг).             |                                                   |                                                   |                                                             |                                                   | |
| Бой                                               | Дата боя                                          | Соперник                                          | Место проведения боя                                        | Раундов, время                                    | Примечание |